# Municipio de Lewisham (Londres)
Lewisham (/ˈluːɪʃəm/ⓘ) es un municipio londinense en la parte sudeste de Londres (London Borough of Lewisham), (Inglaterra) Reino Unido de Gran Bretaña e Irlanda del Norte; forma parte del Londres interior. El principal asentamiento del municipio es Lewisham. La autoridad local es Lewisham London Borough Council y tiene su sede en Catford. El meridiano de Greenwich pasa por Lewisham.
Aquí se encuentra un gran garaje de los Autobuses Metropolitanos de Londres. Destaca por tener el Lewisham College y la iglesia de St. Mary's.

## Historia
El municipio se formó en 1965, por el Acta del Gobierno de Londres de 1963, como una fusión del territorio anterior del municipio metropolitano de Lewisham y el municipio metropolitano de Deptford, que se crearon en 1900 como divisiones del condado de Londres.
Desde que se creó, ha tenido pequeños cambios en sus límites. Las modificaciones más significativas se hicieron en 1996, cuando el territorio de Royal Docks en Deptford se transfirió del municipio de Greenwich.

## Geografía
El municipio se encuentra rodeado por el Greenwich al este, el de Bromley al sur y el de Southwark al oeste. El río Támesis forma una corta sección de su límite norte con la Isla de los Perros en el municipio de Tower Hamlets. Deptford Creek, el río Pool, el río Quaggy y el río Ravensbourne drenan el municipio.
Entre sus principales hitos se encuentran la Iglesia de Todos los Santos en Blackheath, la Citibank Tower en Lewisham, la Iglesia de Dietrich Bonhoeffer (Iglesia alemana de Sydenham, técnicamente ubicada en Forest Hill), el Museo Horniman en Forest Hill y Millwall F.C. tienen su sede en el municipio, y su estadio, The Den, se encuentra en South Bermondsey.
| Localidad                                         | Municipio           | Ciudad postal | Código postal distrito | Código telefónico |
| ------------------------------------------------- | ------------------- | ------------- | ---------------------- | ----------------- |
| Bellingham                                        | Lewisham            | LONDRES       | SE6                    | 020               |
| Blackheath                                        | Lewisham            | LONDRES       | SE3                    | 020               |
| Brockley                                          | Lewisham            | LONDRES       | SE4                    |                   |
| Catford                                           | Lewisham            | LONDRES       | SE6                    | 020               |
| Crofton Park                                      | Lewisham            | LONDRES       | SE4                    | 020               |
| Deptford                                          | Lewisham            | LONDRES       | SE8                    | 020               |
| Downham                                           | Bromley, Lewisham   | BROMLEY       | BR1                    | 020               |
| Forest Hill                                       | Lewisham            | LONDRES       | SE23                   | 020               |
| Grove Park                                        | Lewisham            | LONDRES       | SE12                   |                   |
| Hither Green                                      | Lewisham            | LONDRES       | SE13                   | 020               |
| Honor Oak                                         | Lewisham            | LONDRES       | SE                     | 020               |
| Ladywell                                          | Lewisham            | LONDRES       | SE4, SE13              | 020               |
| Lee                                               | Lewisham            | LONDRES       | SE12                   | 020               |
| Lewisham                                          | Lewisham            | LONDRES       | SE13                   | 020               |
| New Cross                                         | Lewisham            | LONDRES       | SE14                   | 020               |
| Southend                                          | Lewisham            | LONDRES       | SE6                    | 020               |
| St Johns                                          | Lewisham            | LONDRES       | SE4                    | 020               |
| Sydenham (también Lower Sydenham, Upper Sydenham) | Bromley, Lewisham   | LONDRES       | SE26                   | 020               |
| Sydenham Hill                                     | Lewisham, Southwark | LONDRES       | SE21, SE26             | 020               |

## Hermanamientos
El municipio está hermanado con las siguientes ciudades:
- Charlottenburg - Berlín
- Antony - Altos del Sena
- Matagalpa - Nicaragua

El municipio ha firmado también un "lazo de amistad" con Ekurhuleni, cerca de Johannesburgo, en Sudáfrica.